# Stefano Maria Cingolani
Stefano Maria Cingolani (Roma, 7 de desembre de 1956) és un historiador medievalista italià instal·lat a Catalunya, doctor en filologia romànica a la Universitat La Sapienza de Roma. Entre el 1989 i el 2000 va ser investigador a la Universitat de Roma II Tor Vergata, ensenyant filologia romànica, llatí medieval i literatura catalana medieval. A Catalunya ha exercit de professor visitant de literatura medieval catalana a la Universitat de Barcelona entre el 1995 i 1999 i el 2000 de professor visitant de literatura italiana medieval a la Universitat Pompeu Fabra. També col·labora amb la UOC per on ha escrit algun material. S'ha especialitzat, entre altres temes, en la literatura catalana i en historiografia catalana dels segles x al xiv. És un especialista en l'època i vida del rei Pere III del qual ha publicat un epistolari amb documents inèdits. És un historiador preocupat també per la divulgació, per això ha participat en obres de divulgació històrica col·lectives com Pseudohistòria contra Catalunya d'editorial (Eumo). El 2006 va fer una edició crítica de Lo somni, de Bernat Metge (Editorial Barcino).
Fill de Pier Luigi, un empleat de banca i Alessandra Fraschetti, mestressa de casa. Es va doctorar el 1987 tenint com a professors principals: Gustav Vinay (literatura llatina medieval), Armando Petrucci (paleografia) o Aurelio Roncaglia (filologia romànica). No encaixa en cap tendència històrica ni se li coneix cap militància política, ell no es reconeix en cap tendència, més que la denúncia de l'ús que en fa la política de la història, sent d'esperit lliure tot mantenint un estil molt personal i àcid en les seves intervencions en públic. El 1988 arran de la recepció d'una beca de l'Institut d'Estudis Catalans comença a venir a Catalunya regularment. Anirà enllaçant beques i anades i vingudes fins al 1995, quan ja s'establí a Barcelona.

## Obres
- Joan Roís de Corella. La importància de dir-se honest (1997) premi Joan Fuster d'assaig
- Le storie dei longobardi: dall'origine a Paolo Diacono
- Bernat Desclot i les dues redaccions de la crònica (2006)
- La memòria dels reis. Les quatre grans cròniques (2006)
- Historiografia, propaganda i comunicació (2006)
- Jaume I. Història i mite (2007)
- Pere el Gran. Vida, actes i paraula (2010)
- Ramon Muntaner de Perelada. Vida, viatges i relats. (2015)
- Gestes dels comtes de Barcelona i reis d'Aragó (2019)
- L'infant Pere i la comtessa Joana de Foix (2019)
- Epistolari. Pere III el Cerimoniós (2020)
- Sant Jordi. Una llegenda mil·lenària (2020)